# Kwisa

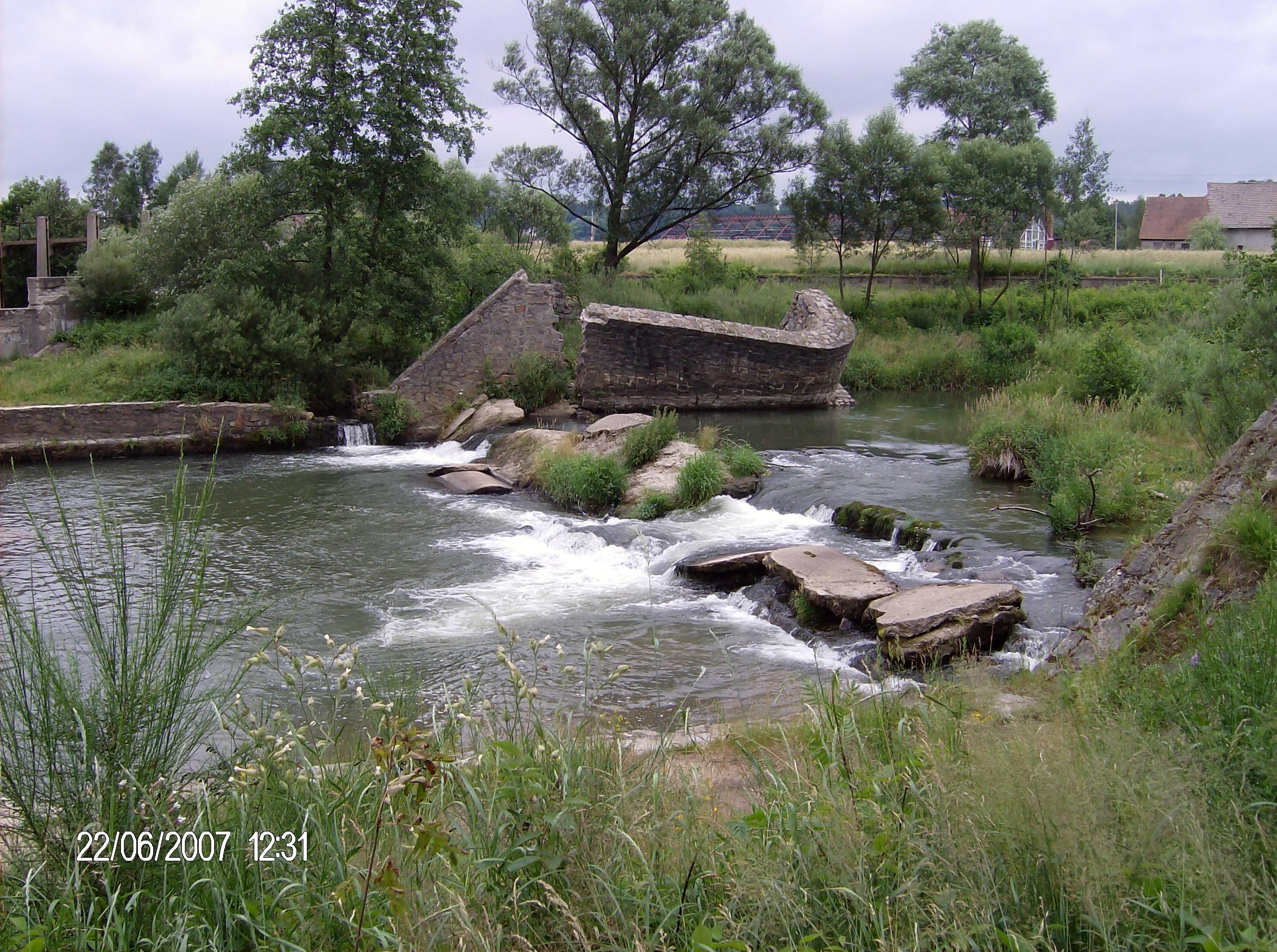
Kwisa i byn Ławszowa.

Kwisa (tyska: Queis, högsorbiska: Hwizdź) är en 127 kilometer lång flod i sydvästra Polen som utgör en biflod till Bóbr. Via Bóbr är den del av Oders avrinningsområde.
Kwisa har sin källa på norra sidan av berget Wysoka Kopa i Jizerbergen och rinner norrut genom städerna Świeradów-Zdrój, Mirsk, Gryfów Śląski, Leśna, Lubań och Nowogrodziec. Vid byn Żelisław i Małomices kommun mynnar den ut i Bóbr.

## Historia
Floden utgjorde från medeltiden fram till början av 1800-talet gränsen mellan de historiska landskapen Oberlausitz och Schlesien. Gränsen flyttades västerut till Lausitzer Neisse 1815 efter att östligaste Oberlausitz blivit del av den preussiska provinsen Schlesien. I början av 1900-talet reglerades floden genom att kraftverksdammar uppfördes vid Marklissa och Goldtraum. Sedan den nya tysk-polska gränsdragningen genom Potsdamöverenskommelsen efter andra världskriget 1945 ligger floden i Polen.